# Klaus Beuchler
Klaus Beuchler (* 11. Februar 1926 in Kattnitz, Sachsen; † 26. Dezember 1992 in Berlin) war ein deutscher Journalist und Schriftsteller.

## Leben
Klaus Beuchler besuchte die Oberschule in Elsterwerda. 1944 wurde er zur Wehrmacht eingezogen. Er nahm als Soldat am Zweiten Weltkrieg teil und geriet in Kriegsgefangenschaft. Nach seiner Entlassung arbeitete er als Landarbeiter in der Nähe von Lüneburg. Er kehrte in die Sowjetische Besatzungszone zurück und beendete seine Schulausbildung mit dem Abitur. Zunächst arbeitete er als Gehilfe eines Feldmessers, der Gutsbesitz unter Neubauern aufteilte. 1947 wurde er Mitglied der SED und war als Funktionär in der FDJ aktiv. Er begann ein Studium der Germanistik, Wirtschafts- und Kunstgeschichte an der Universität Halle und war daneben Mitarbeiter der Hallenser Tageszeitung Freiheit. 1949 setzte er sein Studium in Berlin fort und arbeitete als Reporter für die Ost-Berliner Zeitung Nacht-Express. Es folgte eine Zeit als Reporter und politischer Kommentator für den Deutschlandsender. Von 1956 bis 1959 war Beuchler ständiger Vertreter des DDR-Rundfunks beim Genfer Sitz der Vereinten Nationen. Danach lebte er als freier Schriftsteller in Ost-Berlin und war ab 1990 für die Berliner Zeitung tätig.
Klaus Beuchler war Schwager des Schriftstellers Benno Pludra. Neben seinen Reportagen schrieb er später auch Hörspiele, Kriminal- und Science-Fiction-Romane sowie Jugendbücher.
Klaus Beuchler war seit 1972 Mitglied des Schriftstellerverbandes der DDR. Er erhielt 1956 den Literaturpreis des FDGB, 1981 den Alex-Wedding-Preis sowie 1984 den Kunstpreis des FDGB.

## Werke
- Reporter zwischen Spree und Panke, Das Neue Berlin, Berlin 1953, DNB 57237707X
- Schwarzes Land und rote Fahnen, Verlag Tribüne, Berlin 1953, DNB 450434575
- Das Dorf in der Wildnis, Verlag Tribüne, Berlin 1955, DNB 450434532
- 1945–1955, Die Wirtschaft, Berlin 1955, DNB 450434591
- Entscheidung im Morgengrauen, Kinderbuchverlag Berlin, Berlin 1957, DNB 450434567
- Ein Mann geht durch die Nacht, Verlag Tribüne, Berlin 1961, DNB 450434583
- Weite Welt ganz nah, Kinderbuchverlag Berlin, Berlin 1961, DNB 450434613 (zusammen mit Horst E. Schulze)
- Es geschah in Paris, Deutscher Militärverlag, Berlin 1962, DNB 363345612
- Schweizer Bilderbogen, Kongreß-Verlag, Berlin 1962, DNB 450434524
- Die Reise beginnt in Genf, Kinderbuchverlag Berlin, Berlin 1963, DNB 450434605
- Einer zuviel im Lunakurier, Kinderbuchverlag Berlin, Berlin 1964, DNB 450434559
- Der dritte Mann am Telefon, Brandenburgisches Verlagshaus, Berlin 1965, DNB 455001375
- Duell mit dem Teufel, Das Neue Berlin, Berlin 1966, Gelbe Reihe, DNB 450434540
- Spuren an der Grenze, Deutscher Militärverlag, Berlin 1966, DNB 456098976
- Verwischte Spuren, Deutscher Militärverlag, Berlin 1966, DNB 363345620
- Aufenthalt vor Bornholm, Hinstorff Verlag, Rostock 1967, DNB 456098925
- Der Skorpion, Brandenburgisches Verlagshaus, Berlin 1967, DNB 458302473
- Zepp und hundert Abenteuer, Kinderbuchverlag Berlin, Berlin 1967, DNB 456098984
- Blick auf Irdisches, Rostock 1969 (zusammen mit Herbert Jobst und Egon Richter)
- Die Sache mit Fliegenschnepper, Kinderbuchverlag Berlin, Berlin 1969, DNB 456098941
- Silvanus contra Silvanus, Das Neue Berlin, Berlin 1969, DNB 456098968
- Die Mission des Doktor Wallner, Hinstorff Verlag, Rostock 1971, DNB 572377053
- Parole Feuerstein oder Die zwölf Monde des Gwendolin Zeising, Kinderbuchverlag Berlin, Berlin 1972, DNB 740599720
- Abenteuer Futuria, Kinderbuchverlag Berlin, Berlin 1974, DNB 750037911 (gemeinsame Ausgabe von Einer zuviel im Lunakurier und der Fortsetzung Zepp und hundert Abenteuer in einem Band, gekürzt und verändert)
- Pirat mit Hindernissen, Kinderbuchverlag Berlin, Berlin 1974, DNB 750489413
- Das rote Etui, Kinderbuchverlag Berlin, Berlin 1976, DNB 760337020
- Berlin in Farbe, VEB Brockhaus, Leipzig 1979, DNB 800297024 (zusammen mit Gerhard Kiesling)
- Nach Babylon im Böhmerwald, Kinderbuchverlag Berlin, Berlin 1979, DNB 800410130 (Illustrationen von Bernhard Nast)
- Typ mit Stacheln, Kinderbuchverlag Berlin, Berlin 1979, DNB 800204204
- Jan Oppen, Kinderbuchverlag Berlin, Berlin 1983, DNB 205022146
- Huckleberrys letzter Sommer, Kinderbuchverlag Berlin, Berlin 1987, DNB 880648279
- Quart - ein deutsches Schicksal, Deutscher Militärverlag, Berlin 1989, ISBN 3-327-00690-3

## Hörspiele
- 1963: Der Fall Stetson – Regie: Werner Grunow (Hörspiel – Rundfunk der DDR)
- 1963: Sprung über den Schatten – Regie: Fritz-Ernst Fechner (Hörspiel – Rundfunk der DDR)
- 1967: Alltag eines Arztes – Regie: Uwe Haacke (Hörspiel – Rundfunk der DDR)